# Tmesisternus fumatus
Tmesisternus fumatus è una specie di coleottero del genere Tmesisternus, famiglia Cerambycidae. Fu descritta scientificamente da Jordan nel 1894 e abita frequentemente le foreste tropicali della Papua Nuova Guinea. È una specie che raggiunge dimensioni tra i 18 e i 23 mm.